# Sińków
Sińków (ukr. Синьків; 1947–1991 Bogdanówka, ukr. Богданівка) – wieś w rejonie czortkowskim obwodu tarnopolskiego, założona w 1427 r.
W II Rzeczypospolitej miejscowość była siedzibą gminy wiejskiej Sińków w powiecie zaleszczyckim województwa tarnopolskiego. Stacjonowała w miejscowości placówka Straży Celnej „Sińków”, a potem strażnica KOP „Sinków”.
Wieś liczy 1221 mieszkańców.
We wsi urodził się Dmytro Firtasz.